# Brachyleptura vexatrix
Brachyleptura vexatrix är en skalbaggsart som först beskrevs av Mannerheim 1853.  Brachyleptura vexatrix ingår i släktet Brachyleptura och familjen långhorningar.
Artens utbredningsområde är Alaska. Inga underarter finns listade.